# Brożec (gmina w rejencji opolskiej)
Brożec (niem. Amtsbezirk Broschütz) – zbiorowa gmina wiejska (Amtsbezirk) w powiecie prudnickim, rejencji opolskiej. Funkcjonowała w latach 1874–1945 w Rzeszy Niemieckiej. Siedzibą gminy był Brożec (Broschütz).
Gminę Brożec utworzono 1 maja 1874 na obszarze powiatu prudnickiego. Powstała z obszaru gromad Brożec, Grocholub i Kromołów (Kramelau) oraz pięciu majątków ziemskich. Pierwszym administratorem okręgu został Adolph Butschkow zamieszkały w Brożcu.
2 września 1936 nazistowska administracja III Rzeszy wprowadziła nową nazwę gminy – Amtsbezirk Schobersfelde.
Jednostka przetrwała do 1945 roku. Po II wojnie światowej została zniesiona. Władze polskie nie odtworzyły gminy w reaktywowanym powiecie prudnickim.